# Sympycnus
Sympycnus is een vliegengeslacht uit de familie van de slankpootvliegen (Dolichopodidae).

## Soorten
- S. aeneicoxa (Meigen, 1824)
- S. aldrichi Van Duzee, 1930
- S. annulipes (Meigen, 1824)
- S. arizonicus Harmston, 1968
- S. aurifacies Van Duzee, 1923
- S. balearicus Tsacas, 1960
- S. basistylatus Parent, 1929
- S. binodatus Harmston and Knowlton, 1940
- S. brevicauda Van Duzee, 1932
- S. brevimanus Loew, 1857
- S. brevipes Van Duzee, 1933
- S. breviventris Van Duzee, 1930
- S. calcaratus Van Duzee, 1930
- S. cirripes (Haliday, 1851)
- S. clavatus Van Duzee, 1913
- S. cuprinus Wheeler, 1899
- S. desoutteri Parent, 1925
- S. fasciventris Van Duzee, 1917
- S. globulicauda Van Duzee, 1930
- S. gregori Olejnicek & Stark, 1999
- S. hardyi Harmston and Knowlton, 1940
- S. hispidus Becker, 1908
- S. ignotus Parent, 1928
- S. imperfectus Becker, 1918
- S. inaequalis Van Duzee, 1930
- S. isoaristus Harmston and Knowlton, 1940
- S. kowarzi Parent, 1925
- S. laevigatus Van Duzee, 1930
- S. latitarsis Van Duzee, 1930

- S. lineatus Loew, 1861
- S. longinervis Van Duzee, 1932
- S. marcidus Wheeler, 1899
- S. minuticornis Van Duzee, 1932
- S. montanus Van Duzee, 1930
- S. pectoralis Van Duzee, 1933
- S. pennarista Harmston and Knowlton, 1940
- S. pictipes Harmston and Knowlton, 1940
- S. pugil Wheeler, 1899
- S. pugiopes Becker, 1908
- S. pulicarius Fallén, 1823
- S. pulvillus Van Duzee, 1930
- S. setosus Van Duzee, 1930
- S. simplicipes Becker, 1908
- S. spiculatus Gerstacker, 1864
- S. strobli Parent, 1927
- S. tenuifacies (Vaillant, 1973)
- S. tertianus Loew, 1864
- S. thoracicus Santos Abreu, 1929
- S. tripilus Van Duzee, 1930
- S. utahensis Harmston and Knowlton, 1939